# Music to Gang Bang
Music to Gang Bang – ostatni album amerykańskiego zespołu hip-hopowego Compton’s Most Wanted. Został wydany w czerwcu 2006 roku.

## Lista utworów
1. „Intro - Compton” - 1:16
2. „Still A Menace” - 3:40
3. „Music To Gang Bang” (feat. Mr. Criminal) - 3:16
4. „Ain't Thinkin About You” - 4:01
5. „Hood Ratz” - 0:39
6. „Shes Still A Rat” - 3:54
7. „Come Ride With Me” - 3:43
8. „Gangsta Biznezz” - 4:04
9. „Radio Skit” - 2:03
10. „We Them Gangstaz” - 4:31
11. „Compton Compton” - 3:46
12. „We Get Down Like That” - 4:41
13. „We Putz In Work” - 3:56
14. „Gots To Get High” - 3:49
15. „Late Night Hype 3” (feat. Stomper (Soldier Ink)) - 4:01
16. „Outro - Compton” - 1:24
17. „Mega Mix” - 5:16